# Tour des Nilgiris
Le Tour des Nilgiris est une course cycliste indienne organisée chaque année au mois de décembre par la Ride A Cycle Foundation. Elle a lieu chaque année depuis 2008 et s'adresse à la fois aux coureurs des associations caritatives et à ceux qui souhaitent se lancer dans la compétition.
L'objectif de l’organisation est de promouvoir le cyclisme dans le district des Nilgiris. Elle souhaite également véhiculer ce sport dans la région, en montrant que le vélo est un mode de transport présentant un double avantage, qui est de soulager le trafic routier indien et d'être respectueux de l'environnement,. 

## Participation
| Year | Dates           | Distance | Participation |
| ---- | --------------- | -------- | --- |
| 2011 | Dec 9 - Dec 16  | 860 km   | 70 cyclistes de 3 pays. 3 femmes cavalières. Cyclistes d'Inde, d'Italie et des États-Unis. |
| 2012 | Dec 16 - Dec 23 | 860 km   | 85 cyclistes. 8 femmes cavalières. |
| 2015 | Dec 16 - Dec 23 | 876 km   | 109 cyclistes de 8 pays. Inde, Chine, Allemagne, Népal, Pays-Bas, Singapour, Royaume-Uni et États-Unis. |
| 2017 | Dec 10 - Dec 17 | 1000 km  | 128 cyclistes de 8 pays. 18 coureurs internationaux et 8 femmes. Les cyclistes viennent d'Inde (110), d'Australie, du Danemark, d'Allemagne, des Pays-Bas, de Suède, de Russie et des États-Unis.                                                           |
| 2018 | Dec 9 - Dec 16  | 950 km   | 110 cyclistes de 13 pays. 29 coureurs internationaux et 17 femmes. Inde (81), Danemark (7), États-Unis (4), Australie (3), Allemagne (3), Royaume-Uni (3), Belgique (2), Canada (2), Autriche (1), Grèce (1), Malaisie (1), Philippines (1) et Pologne (1). |
| 2019 | Dec 8 - Dec 15  | 850+ km  | |

## Palmarès depuis 2012

### Élites Hommes
| Année | Vainqueur            | Deuxième             | Troisième                 |
| ----- | -------------------- | -------------------- | ------------------------- |
| 2012  | Lokesh Narasimhachar | Naveen John          | Richard McDowell          |
| 2013  | Nils Eigil Bradtberg | Mark Bruce           | Christian Graver Larsen   |
| 2014  | Nils Eigil Bradtberg | Vivek Radhakrishnan  | Paul Dipankar             |
| 2015  | Nils Eigil Bradtberg | Vinayak Gaonkar      | Rajat Subhra Roy          |
| 2016  | Nils Eigil Bradtberg | Jamie Anderson       | Kiran Kumar Raju          |
| 2017  | Nils Eigil Bradtberg | Naveen John          | Kiran Kumar Raju          |
| 2018  | Naveen John          | Nils Eigil Bradtberg | Leong Clinton Ian         |
| 2019  | Kiran Kumar Raju     | Paul Dipankar        | Venkateswara Rao Navanasi |

### Élites Femmes
| Année | Vainqueur                    | Deuxième        | Troisième            |
| ----- | ---------------------------- | --------------- | -------------------- |
| 2012  | Shailja Singh                |                 |                      |
| 2013  | Vicky Nicholson              |                 |                      |
| 2014  | Vicky Nicholson              |                 |                      |
| 2015  | Belinda Viegas-Mueller       |                 |                      |
| 2016  | Lena Mareike Josephine Robra |                 |                      |
| 2017  | Lena Mareike Josephine Robra |                 |                      |
| 2018  | Katja-Lill Jansen            |                 |                      |
| 2019  | Avanti Biniwale              | Dhanashri Bapat | Anne Susan Zachariah |